# Caso Peaje

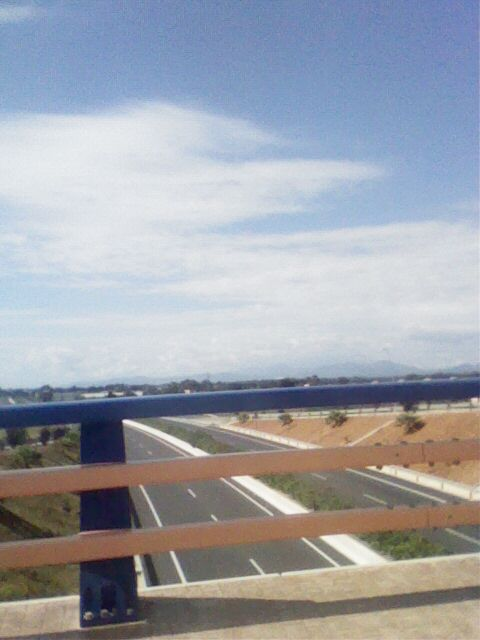
La carretera Ma-15 cerca de la localidad de Algaida.

El caso Peaje es un presunto caso de corrupción que salió a la luz en Mallorca ( Islas Baleares, España) el 16 de marzo de 2009, en relación con el desvío de los fondos destinados a la financiación de las obras de la carretera Ma-15 (Palma de Mallorca - Manacor), ejecutadas por el Consejo Insular de Mallorca.

## Primeras actuaciones
El 16 de marzo de 2009 la Fiscalía Anticorrupción de las Islas Baleares ordenó practicar registros policiales en las sedes de las empresas que habían conformado la UTE encargada de ejecutar, entre 2004 y 2006, el desdoblamiento de la Ma-15 (antigua C-715), bajo la sospecha de que habían desviado el dinero de las obras a otros fines.
Según fuentes del caso, la investigación había nacido semanas atrás a raíz de una denuncia interpuesta por un empresario de canteras a quien el Consejo Insular de Mallorca expropió terrenos para hacer pasar la vía de servicios que une Manacor con Villafranca de Bonany.
A consecuencia de estas actuaciones, fueron detenidas once personas, entre ellas dos funcionarios del Consejo Insular de Mallorca (el director de las obras y un vigilante) que fueron las únicas que no quedaron en libertad tras prestar declaración. Al primero se le responsabilizaba de construir un centro de meditación en la localidad de Búger y al segundo de realizar obras de mejora en su casa, ambos presuntamente con fondos procedentes de la financiación del desdoblamiento.
Por otra parte, el mismo día se conoció que la semana anterior a estas detenciones la Fiscalía había interpuesto una querella ante el Juzgado de Instrucción número 5 de Palma de Mallorca contra Antoni Pascual Ribot , consejero insular de Carreteras desde el año 1999 y Vicepresidente del Consejo Insular de Mallorca, por supuestos delitos de corrupción.
El 17 de marzo fue detenido el jefe de producción de la UTE, y al día siguiente Gonzalo Aguiar González, Director Insular de Carreteras, quien fue interrogado por la policía respecto a la aportación de tierras por parte de una empresa de la UTE en un chalet de su propiedad, si bien ambos fueron liberados, con cargos, horas después.

## Acusaciones de la Fiscalía Anticorrupción
El 2 de julio de 2009 se conocieron las líneas fundamentales de las acusaciones formuladas por la Fiscalía Anticorrupción. Los delitos imputados eran malversación de caudales públicos, falsedad documental, soborno y prevaricación, fruto de las actuaciones que los tres principales responsables (Aguiar, Orejudo y Mestre) llevaron a cabo mediante reformas de sus domicilios, haciendo uso de empresas que facturaban y cobraban el precio de las mencionadas obras de la UTE adjudicataria, y también, exigiendo dinero de particulares y empresas titulares de establecimientos abiertos al público en los laterales de la carretera. Aparte de esto, los tres querellados exigieron partidas de dinero a personas titulares de establecimientos, bajo las amenazas de no ejecutar carriles o vías de acceso hacia estos.